# 解放阿曼人民陣線
解放阿曼人民陣線（阿拉伯語：الجبهة الشعبية لتحرير عُمان），簡稱阿曼人陣，是阿曼的一個阿拉伯民族主義和馬克思社會主義組織。從1974年成立到1976年被鎮壓為止，該組織一直在阿曼內戰中與蘇丹当局作戰。

## 背景
解放阿曼人民陣線的前身是佐法爾解放陣線，總部設在阿曼的南部省份佐法爾，1962年在阿拉伯民族主義運動的支持下成立，並於1965年6月展開武裝鬥爭，主張解放阿曼，推翻親西方的迂腐君主制，建立左翼的阿拉伯共和國。

## 人民陣線的形成
1968年9月，佐法爾解放陣線更名為解放被占领的阿拉伯湾人民阵线。其成員傾向於左翼、馬克思主義傾向，並受到鄰國南也门的革命影響。
1970年6月，解放阿曼和阿拉伯灣民族民主陣線於阿曼成立，並在1971年12月與解放被佔領的阿拉伯灣人民陣線合併。1973年，大量報告解放阿曼和阿拉伯灣民族民主陣線在阿拉伯聯合酋長國組建了秘密武裝部隊組織，試圖顛覆阿聯酋。
1974年，解放阿曼和阿拉伯灣民族民主陣線更名為解放阿曼人民陣線，其在巴林王國與阿聯酋的分支分別獨立成為解放巴林人民陣線及解放阿拉伯灣人民陣線，而在巴勒斯坦國具有類似意識形態與名稱的解放巴勒斯坦人民陣線並不是由解放阿曼和阿拉伯灣民族民主陣線獨立出來的。

## 活躍
1962年，阿曼內戰爆發，又稱佐法爾叛亂，在此期間，歷經了佐法爾解放陣線到解放阿曼人民陣線後，1975年2月下旬，蘇丹武裝部隊的三個營在達馬萬德線和角樹線之間的塞姆漢山崎嶇的阿紹克河谷消滅了叛軍「6月9日團」的大部分部隊。1975年10月，蘇丹武裝部隊發起最後攻勢。10月中旬，阿曼蘇丹軍隊占領了薩爾法特（Sarfait）的海岸線，從而封鎖了來自南葉門的所有補給線。10月底，阿曼人陣西部解放區的重要據點謝爾希蒂（Shershetti）洞穴建築群在經過長期的包圍和大規模攻擊後倒塌。12月1日，阿曼人陣在佐法爾的最後一個永久陣地——沿海村莊達爾庫特（Dhalkut）——淪陷。
從1976年1月起，阿曼人陣逐漸帶領著剩餘的部隊和領導機關撤到了南葉門境內。布置在南葉門邊境的阿曼人陣和南葉門國防軍的炮兵為掩護阿曼人陣撤退而進行的炮擊一直持續到4月30日。在接下來的幾年裡，南葉門繼續忠實和無條件地支持他們：阿曼人陣在南葉門邊境地區仍舊可以保留他們的營地、學校、活動基地等設施，在亞丁的辦事處照舊開門，也可以繼續使用亞丁的廣播電台。但是元氣大傷的他們成了一群寄居在國外的難民，再也不復以往的實力了。
儘管如此，還是有近120名阿曼人陣成員拒絕撤退，他們繼續留在佐法爾堅持戰鬥，阿曼人陣也派出小股部隊繼續在佐法爾境內開展零星的武裝活動。直到1979年，仍舊有一些游擊小組一直留在佐法爾。根據阿曼官方的記錄，阿曼人陣的最後一次武裝行動發生在1979年5月9日的佐法爾東部地區。

## 改組
1992年，該組織该组為“阿曼人民民主陣線”，放棄使用武力鬥爭，並以和平方式爭取民主，其秘書長是阿卜杜勒·阿齊茲·卡迪。

## 來源
- Omania.net discussion board (in Arabic)
- Nadyelfikr.net discussion board (in Arabic)[永久]
- Dhofar Rebellion in Oman 1964–1975, OnWar.com, December 16, 2000